# Nataliya Strebkova
Nataliya Yosypivna Strebkova (transliteração em ucraniano: Наталія Йосипівна Стребкова, Kalush Raion, 6 de março de 1995) é uma velocista ucraniana. Representou a Ucrânia nos Jogos Olímpicos de Verão de 2020.

## Biografia
Nataliya nasceu em Kalush Raion, distrito do Oblast de Ivano-Frankivsk, no ano de 1995. Começou a representar a Ucrânia em campeonatos internacionais em países como na Polônia, Alemanha e na Romênia, incluindo o Campeonato Europeu de Equipes de 2017, realizado em Lille na França onde alcançou o sexto lugar. Também participou do Campeonato Europeu de Atletismo em Pista Coberta de 2021 que aconteceu na Polônia, onde disputou a categoria de 3000 metros feminino, conquistando a nona colocação.
Com experiências em competições internacionais, Nataliya foi selecionada para integrar a delegação ucraniana para os Jogos Olímpicos de Verão de 2020, realizado em Tóquio no Japão, no ano de 2021 devido a Pandemia de COVID-19. A atleta foi selecionada para representar o país na prova de 3000 m com obstáculos feminino, onde ficou com o décimo primeiro lugar dividindo a colocação com a atleta britânica Aimee Pratt e a australiana Amy Cashin.